# Jürg Kesselring
Jürg Kesselring (* 18. Oktober 1951 in St. Gallen) ist ein Schweizer Neurologe. Er war von 1988 bis 2017 Chefarzt für Neurologie und Rehabilitation am Rehabilitationszentrum Valens und seit 1996 Titularprofessor für klinische Neurologie und Neurorehabilitation an der Universität Bern. Darüber hinaus fungiert er von 2005 bis 2011 als Präsident der Schweizerischen Multiple Sklerose Gesellschaft. Seit Januar 2011 gehört er dem Internationalen Komitee vom Roten Kreuz an.

## Leben
Jürg Kesselring wurde im Oktober 1951 in St. Gallen geboren, wo er auch die Schule besuchte und im Jahr 1970 die Matura erlangte. Er studierte anschliessend von 1970 bis 1977 Medizin an der Universität Bern, an der er 1981 auch promovierte. Seine Ausbildung zum Facharzt für Neurologie absolvierte er zwischen 1977 und 1984 in verschiedenen Krankenhäusern in St. Gallen, Bern und London, 2002 erwarb er darüber hinaus den Facharzt für physikalische Medizin und Rehabilitation.
Von 1988 bis 2017 war Jürg Kesselring Chefarzt für Neurologie und Rehabilitation am Rehabilitationszentrum in Valens. Darüber hinaus lehrt er seit 1996 als Titularprofessor für klinische Neurologie und Neurorehabilitation an der Universität Bern, an der er zuvor bereits ab 1990 als Privatdozent tätig war, sowie seit 1998 im Bereich Neurowissenschaften an der Universität Zürich und an der ETH Zürich. Er ist Universitätsrat an der Universität Mozarteum.
Jürg Kesselring fungierte von 2005 bis 2011 als Präsident der Schweizerischen Multiple Sklerose Gesellschaft. Darüber hinaus war er Präsident der St. Gallischen Kulturstiftung. Im Dezember 2010 wurde er zum Mitglied des Internationalen Komitees vom Roten Kreuz (IKRK) kooptiert, für das er zwischen 1978 und 1982 im Rahmen mehrerer Missionen als Arzt tätig war. Kesselring ist im Vorstand der Schweizerischen Hirnliga aktiv.
Für 2015 wurde ihm der Preis der Dr. Margrit Egnér-Stiftung zugesprochen.
Kesselring ist verheiratet und Vater von drei Kindern.

## Werke (Auswahl)
- Multiple Sklerose. (erste Auflage 1989, vierte Auflage 2005, Kohlhammer Stuttgart, ISBN 3-17-015954-2.)
- Medizinische Rehabilitation und Nachsorge bei multipler Sklerose. Stuttgart, Jena und New York 1995 (als Mitautor)
- Leise Laute. Gedichtband. Basel, 2010.